# The Ecstasy of Gold
The Ecstasy of Gold (italienisch: L'estasi dell'oro) ist eine Komposition von Ennio Morricone aus seiner Filmmusik zu Sergio Leones Italowestern Zwei glorreiche Halunken (internationaler Titel: The Good, the Bad and the Ugly, Originaltitel: Il buono, il brutto, il cattivo) aus dem Jahr 1966. Sie zählt zu Morricones bekanntesten und populärsten Werken.

## Beschreibung
Das Stück beginnt innerhalb der Filmhandlung mit der Ankunft Tucos, eines der Protagonisten, gespielt von Eli Wallach, auf dem weitläufigen Friedhof Sad Hill. Tuco sucht anschließend fieberhaft das Grab des gefallenen Soldaten Arch Stanton. Das Stück endet, vergleichsweise abrupt, als er das Grab findet. Es hat eine Spielzeit von 3 Minuten und 22 Sekunden.
Das Musikstück beginnt zunächst sehr ruhig und melodisch mit einem auf einem Klavier gespielten, aus vier Achtelnoten bestehenden Ostinato in A-Moll, das sich pro 2⁄2-Takt zweimal wiederholt. Nach dem fünften Takt setzt ein Englischhorn ein, das durch den ekstatischen textlosen Gesang von Edda Dell’Orso abgelöst wird. Das Stück steigert sich dann immer weiter zu einer monumentalen klanglichen Pracht.
Musik und Handlung sind, typisch für die Zusammenarbeit von Leone und Morricone, sehr eng miteinander verbunden. Dies ist vor allem der Tatsache geschuldet, dass Morricone die Musik vor dem Filmdreh komponierte und Leone Handlung und Schnitt an das Musikstück anpasste.

## Coverversionen und Verwendung
Seit 1983 verwendet die US-amerikanische Metal-Band Metallica bei jedem Konzert das Stück als Intro. 2007 coverte die Band auf dem Album We All Love Ennio Morricone das Stück. Das San Francisco Symphony Orchestra spielte das Stück auf S&M im Jahr 1999 und S&M2 im Jahr 2019 live.
Jay-Z verwendet ein Sample des Beats in seinem Song Blueprint 2 auf seinem Album The Blueprint²: The Gift & The Curse.
Der Sportartikelhersteller Nike setzte die Melodie 2008 in einem Werbespot ein. Kentucky Fried Chicken nutzte die Originalmusik in einem Werbespot zu Weihnachten 2018.